# Toison d'or
Pour les articles homonymes, voir Toison d'or (homonymie).

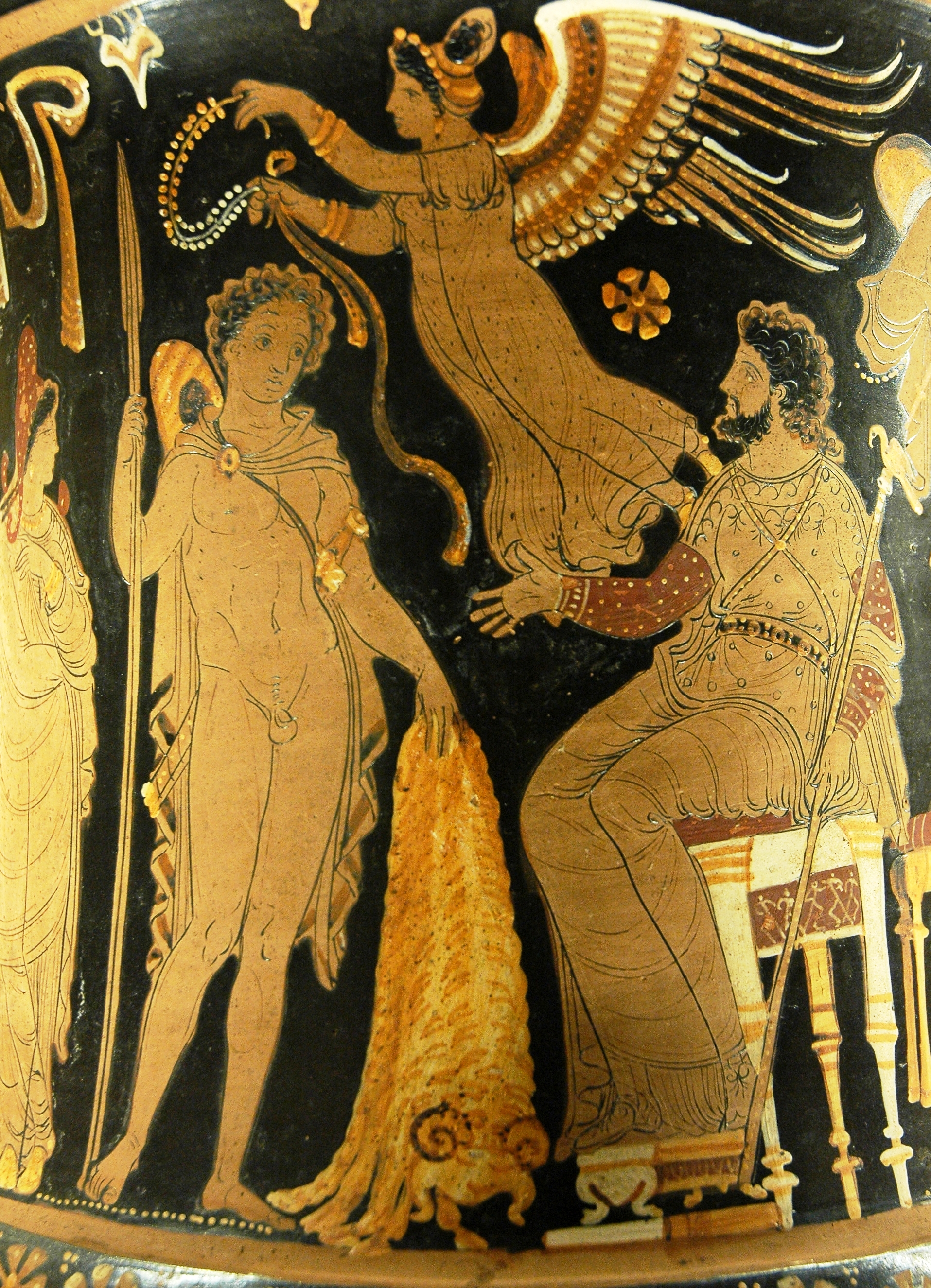
Jason rapportant la Toison d'or au roi Pélias. Cratère à figures rouges d'Apulie, vers -340, musée du Louvre.

Dans la mythologie grecque, la Toison d'or (en grec ancien Χρυσόμαλλον Δέρας / Khrysómallon Déras) est la toison de Chrysomallos, bélier ailé enfanté par Poséidon.

## Mythe antique

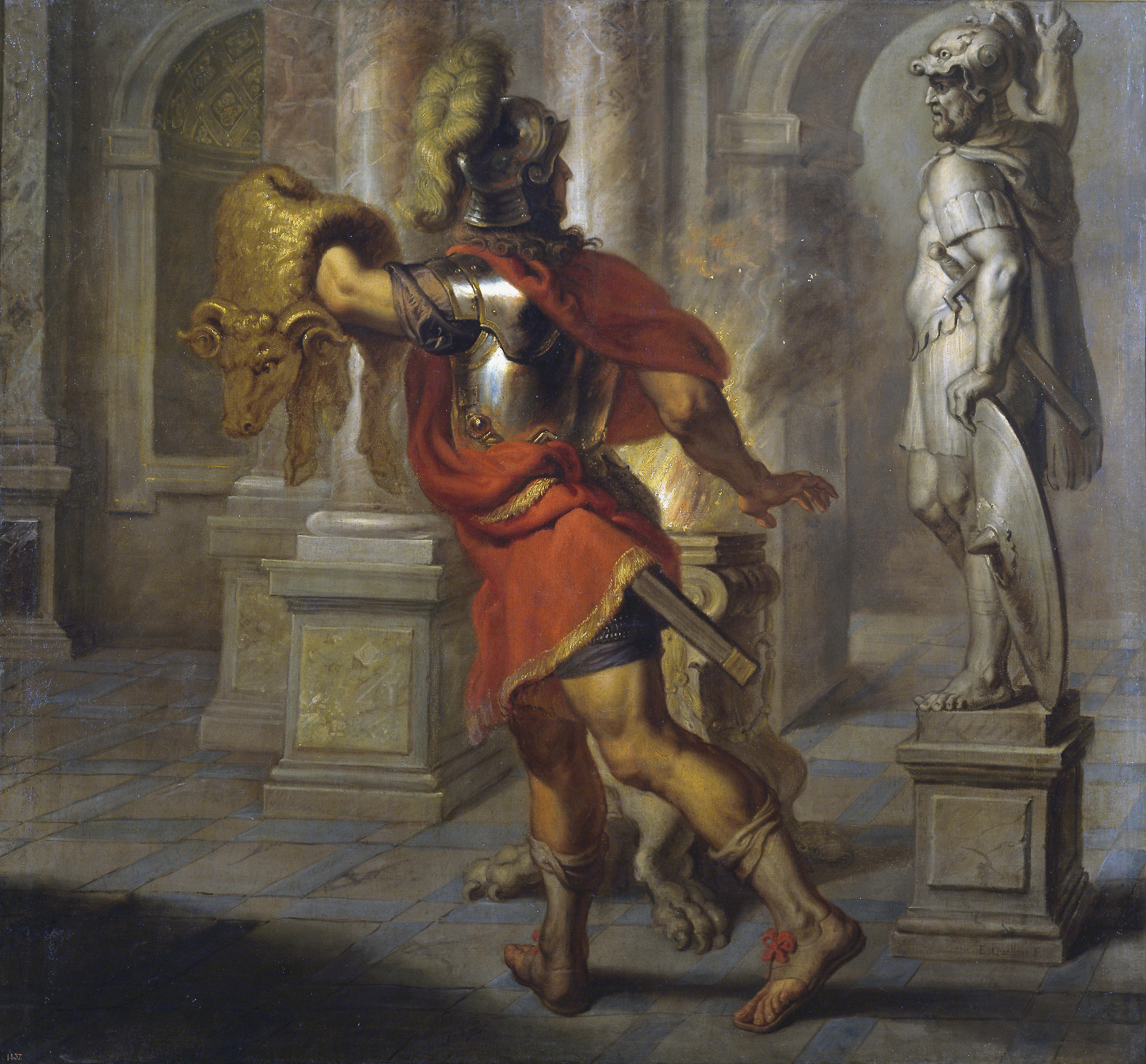
Érasme Quellin le Jeune, Jason et la Toison d'or, huile sur toile, 1630, musée du Prado.

Le bélier à la toison d'or (Chrysomallos en grec ancien), parfois aussi représenté comme pourvu de grandes ailes, est un animal merveilleux envoyé par les dieux à deux enfants, Phrixos et Hellé, qui l'enfourchent pour échapper à leur belle-mère Ino. Arrivé en Colchide, Phrixos sacrifie le bélier en l'honneur de Zeus et fait cadeau de la toison au roi Éétès, qui la suspend à un chêne et la fait garder par un dragon et des hommes armés.
Pélias ordonne à son neveu Jason de ravir la Toison d'or. Médée trahit son père Éétès et aide Jason et les Argonautes à s'en emparer. Lors de leur fuite, elle découpe son frère Absyrte en morceaux et les jette à l'eau pour ralentir Éétès qui s'arrête pour les rassembler afin d'offrir à son fils des funérailles dans un lieu appelé alors Tomis (« découpé »), ce qui laisse aux Argonautes le temps de s'échapper.
La toison d'or est un symbole solaire. Sa conquête permet d'obtenir le statut de héros et, pour certains de ceux-ci, la souveraineté.

## Interprétations

### Talisman solaire pour obtenir les fortunes et le statut de héros

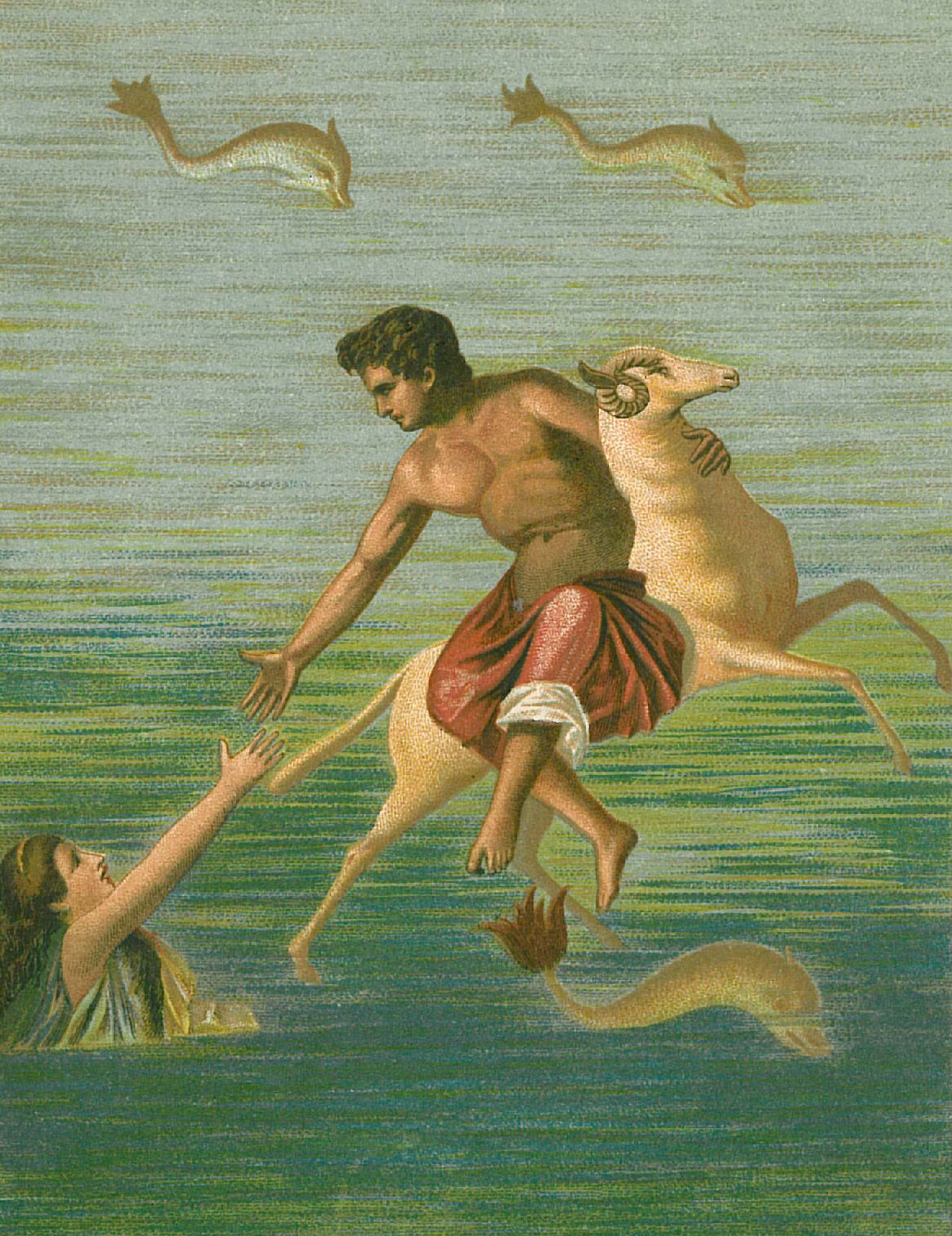
Phrixos et Hellé (fresque romaine de Pompéi).

Rapprochant la toison d'or du mythe avestique du hvarnah qui prend la forme d'un bélier dans la légende perse d'Ardešir du Livre des Rois de Ferdowsi, Jean Haudry, suivant notamment Henri de La Ville de Mirmont, considère que l'image du bélier « qui procure le soleil », est celle de la conquête du soleil, ce qui signifie « atteindre la belle saison, sortir de l’hiver », puis « obtenir la fortune et/ou le statut de héros ». Le bélier est le feu, dont le soleil est la forme céleste, et qui symbolise la fortune.
Ainsi, le prétexte invoqué par Pélias est de satisfaire une demande du défunt Phrixos, « rapporter l’épaisse toison du bélier. » Pélias souhaite faire bénéficier son pays natal du talisman solaire qu’il a abandonné à des étrangers. Dans la Grèce archaïque, l'or et la fortune royale sont liés.
C’est aussi pourquoi Jason et Médée utilisent la toison comme couverture lors de leur première union, qu'Alain Moreau (1994 : 149) considère « comme un hieros gamos, un mariage sacré, récompense des épreuves réussies. »

### Épreuve initiatique et rite royal

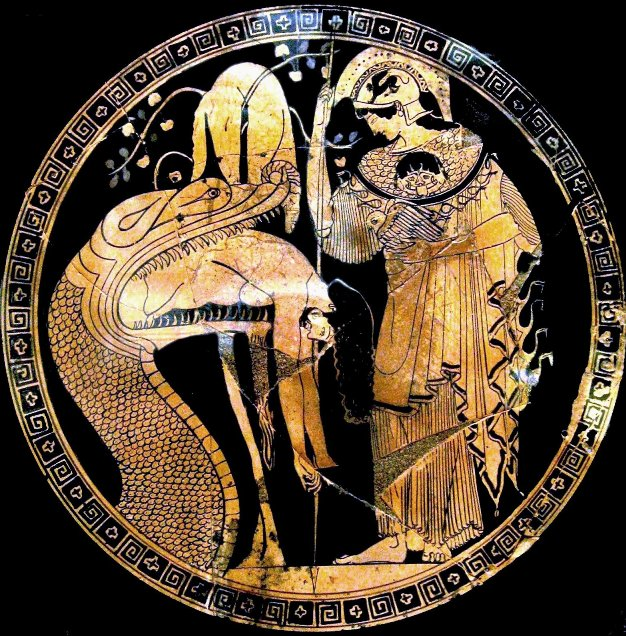
La coupe de Douris, représentant Jason régurgité par le dragon protégeant la Toison.

L'interprétation de ce mythe grec est à chercher d'abord dans la culture et les croyances de la Grèce antique. L'épreuve imposée à Jason consiste dans un premier temps en un voyage dans un au-delà mystérieux d'où il doit revenir transformé : le symbolisme d'un tel voyage est analogue à celui d'une descente chez les morts et prend la valeur d'une initiation. La toison d'or du bélier merveilleux qu'il doit rapporter représente un talisman de puissance, voire d'immortalité, dans les royautés achéennes, et est gage de fécondité : on le voit avec l'agneau portant une toison d'or apparu à Argos et dont parle Euripide : le héraut de la ville invite les Mycéniens à venir « contempler l'apparition qui annonce un règne bienheureux ». Cette toison d'or est en effet le présage annonciateur du règne de Thyeste pour la maison des Atrides. Un tel symbolisme découle des propriétés magiques attribuées à la peau de l'animal sacrifié, particulièrement à la peau laineuse. Selon les auteurs qui rapportent cette légende, cette toison possède d'ailleurs un éclat d'or ou bien de pourpre : elle est de pourpre chez Simonide de Céos ; elle est tantôt blanche, tantôt pourpre chez Apollonios de Rhodes. Dans son éclat d'or ou de pourpre, il s'agit d'un symbole d'immortalité enveloppant son possesseur d'un vivant rayonnement.

L'ouvrage de René Roux confirme que la toison d'or représente bien un rite royal. C'est également en ce sens que Pindare rapporte l'épisode de la Toison d'or : Jason doit revenir, au terme d'une conquête menée au péril de sa vie, digne du sceptre paternel. C'est ce que lui demande son oncle Pélias : 

« Consens à accomplir cet exploit, et je jure que je te céderai le sceptre et la royauté. »

— Pindare, Pythiques, IV, vers 165.
 Mais il s'ajoute aussi à ce mythe un symbolisme initiatique, puisque l'exploit de Jason était figuré sur les stucs de la basilique pythagoricienne. La quête de la Toison d'or symboliserait ainsi un rite de passage vers une forme supérieure de vie humaine.
Pour Alain Moreau (1994 : 144) également, « la toison d’or est doublement liée à la souveraineté : Jason n’obtiendra le royaume d’Iolcos que s’il la ramène à Pélias ; Aiétès perd le royaume d’Aia une fois que Jason a pris possession du talisman : il est détrôné par son frère Persès. »

### Rapprochement historique
Calvert Watkins a rapproché la toison d’or de l’égide hittite KUŠkuršaš qui est une peau comme le confirme le sumérogramme. Son qualificatif warhui- « poilu, vélu, hirsute » indique une toison qui est semblable à l’égide grecque qui est une peau de chèvre. Valérie Faranton et Michel Mazoyer reprennent ce rapprochement qui se fonde sur trois concordances précises : l’égide hittite est suspendue à un arbre toujours vert comme l’est la toison à un chêne ; elle représente la fortune du roi dans le mythe de Télipinu ; mais le roi peut la perdre ; enfin elle est associée comme la toison d’or à deux déplacements en sens inverse.

### Alchimie
Le Souda (Xe siècle) offre le premier témoignage formel d'une interprétation alchimique du mythe de la Toison d'or :
«  La Toison d'or n'était pas ce que la fable dit d'elle, mais un livre écrit sur une peau et qui enseignait la manière de fabriquer l'or par alchimie. »
Eustathe, Pic de la Mirandole, Robert Vallensis, Trismosin, Siebmacher, Augurelle, Pierre-Jean Fabre, Vigenère et Pernety, parmi d'autres, vont dans le même sens.
Le médecin-philosophe Michael Maier, dans ses Arcanes très secrets, prétend appliquer toute l'histoire de la Toison d'or aux « opérations très secrètes, particulières aux philosophes, à savoir à la médecine d'or dont l'efficacité provient du médicament d'or de l'esprit et du corps ».
Ce type d'explication se retrouve dans la Bibliothèque des philosophes chimiques :
« On pourrait, avec plus de fondement et de raison, alléguer pour une expérience et une preuve du grand œuvre la fable de la toison d'or qui était à Colchos. [...] Toutes les circonstances qui se trouvent dans cette histoire ont un rapport si juste avec les opérations et les effets de la pierre philosophale qu'on ne saurait raisonnablement l'expliquer autrement. »

### Autres
Dans le mythe d'Amour et Psyché, relaté par Apulée dans L'Âne d'or ou Les Métamorphoses, l'une des épreuves imposées par Vénus à Psyché consiste à rapporter un échantillon de la Toison d'or de brebis féroces, qui attaquent les êtres humains durant la journée. Un roseau parlant conseille à Psyché de récolter, le soir venu, des bribes de leur laine d'or restées accrochées à la végétation.
Beaucoup plus pragmatique, Strabon donne dans sa Géographie (tome 1, chapitre 2, 39) une interprétation géopolitique du mythe : « (…) et les richesses que la Colchide tire actuellement de ses mines d'or, d'argent et de fer, laissent assez deviner quel a dû être le vrai motif de l'expédition des Argonautes, le même apparemment qui avait, dès auparavant, poussé Phrixus vers les rives du Phase. »
À l'époque moderne, les commentateurs ont effectué d'autres rapprochements. Ainsi, en Géorgie, du côté des Svanes (peuple ethnique Géorgiens vivant dans les montagnes du Grand Caucase) populations montagnardes du nord qui pratiquent l'orpaillage dans les rivières du Caucase, on utilise depuis toujours des toisons de moutons pour récolter les paillettes d'or qui s'y trouvent en abondance. La légende de la Toison d'or prend pour théâtre la Colchide, qui est une partie de l'actuelle Géorgie.
La toison d'or apparaît dans la série de romans Percy Jackson, dans laquelle elle est dotée du pouvoir de guérir toute personne ou n’importe quelle chose vivante.
Ces éléments font partie des apports divers qui ont enrichi la légende des Argonautes dans les temps historiques, dont en particulier la toison d'or qui tire probablement son origine de l'utilisation de peaux de mouton pour recueillir les paillettes et sa localisation en Colchide, région qui produisait alors de l'or, de l'argent et du fer.

## Œuvres inspirées du mythe
- La Toison d'or, pièce de théâtre de Corneille.
- La Toison d'or, opérette de Francis Lopez.
- La Toison d'or, nouvelle de Théophile Gautier.
- La Toison d’or (Το Χρυσόμαλλο δέρας), poème de réécriture du mythe, de Yánnis Rítsos.
- La Toison d'or, neuvième tome de la série de romans fantastiques Amos Daragon, écrit par Bryan Perro.
- Jason et la Conquête de la Toison d'or, roman de Christian Grenier.
- Jason avec la Toison d'Or, peinture de Pierre Paul Rubens.
- La main de Dalí retirant une Toison d'or en forme de nuage pour montrer à Gala l'aurore toute nue, très, très loin derrière le soleil, peinture de Salvador Dalí.